# Тиетта

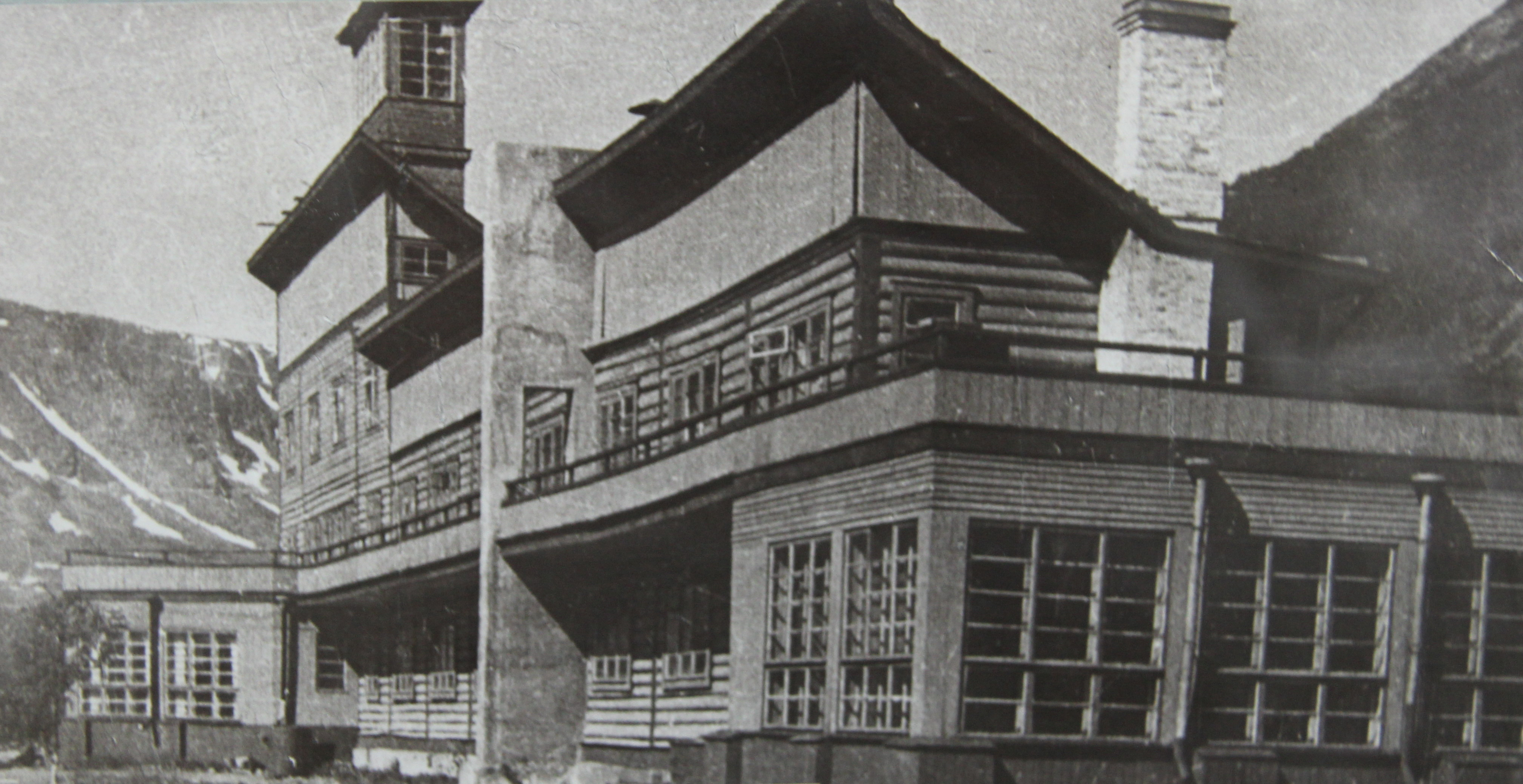
Тиетта — Кольская база АН СССР

«Тиетта» — ежеквартальный научно-популярный и информационный журнал Геологического института КНЦ РАН, Кольского отделения и Комиссии по истории РМО. Основан в 2007 году. Выходит в электронной и печатной версиях.
Журнал бесплатно рассылается авторам, членам Отделения наук о Земле РАН, отделениям РМО, главным научным библиотекам страны, библиотекам геологических кафедр университетов, геологическим службам некоторых Скандинавских стран.

## Название
Журнал назван в честь Хибинской исследовательской горной станции АН СССР «Тиетта» (1930—1938).
Тиетта в переводе с саамского — «знание, школа». Позднее станция Тиетта была преобразована в Кольский научный центр.

## Структура журнала
Первый и главный раздел журнала отведён под научно-популярные статьи по геологии, второй раздел отведён под обзор событий в жизни Института и Кольского отделения РМО, третий раздел включает архивные материалы по истории геологического освоения Кольского региона и, в частности, собственной истории института. Последний раздел журнала является неформальным, в нём публикуются поздравления с юбилеями, анонсы знаменательных научных мероприятий, репортажи о путешествиях с обязательным акцентом на геологию и т. д.

### Редколлегия
- Главный редактор: профессор Ю. Л. Войтеховский, Геологический институт КНЦ РАН.
- Литературный редактор и переводчик: Т. А. Багринцева.